# Xinquer
Xinquer –en castellà, Jinquer, i en xurro, Chinquer– és un poble abandonat pertanyent al municipi de l'Alcúdia de Veo (Plana Baixa), al vessant oriental de la serra d'Espadà, a l'esquerra i a la capçalera del riu de Sonella o de Veo, dit també riu de Xinquer. El seu nom és un topònim arab que significa cabana o graner.

## Història
Xinquer té un origen islàmic. Probablement, es tractava d'una xicoteta alqueria musulmana nascuda al voltant d'una fortificació que servia per al control del pas per la serra d'Espadà, el castell de Xinquer, que se situa en un penyal proper a la població i és d'origen amazic.
Fins al 1609, va estar poblat per moriscos i en ser estos expulsats fou repoblat amb cristians, l'idioma predominant dels quals fou el castellà en la seua variant xurra. Al 1913, va tocar el seu sostre demogràfic amb vora 100 habitants en 28 cases.
Xinquer va ser abandonat durant la Guerra Civil espanyola i actualment està en un estat ruïnós. Avui en dia, ha sigut declarat un BIC i forma part de l'anomenat Conjunt memorial Xinquer - La Almenarilla, junt amb restes militars del conflicte que va provocar primerament l'evacuació, i posteriorment l'abandonament, del poble. L'interès a l'entorn del despoblament ha fet del poble un centre d'interès turístic i fotogràfic.

## Monuments
- Església de la Puríssima Concepció (Xinquer). Dedicada a la Puríssima Concepció, depenia de la parròquia de l'Alcúdia de Veo.[12][1] D'aquest temple, queda l'estructura de l'altar major, de caràcter barroc, amb el nínxol on estaria col·locada la imatge de la Mare de Déu. També poden observar-se els inicis dels arcs que sostenien la volta del sostre. S'aprecien restes de la decoració de la part superior dels pilars. A la dreta del temple s'allotja un xicoteta sagristia.
- Castell de Xinquer. Fortalesa possiblement d'origen musulmà, i posteriorment pertanyent a la casa de Xèrica;[5] actualment en ruïnes. Se n'observen restes d'alguns murs, alguns merlets i de dues torres.[8][7][5] És difícil accedir-hi[8] si bé la ruta GR-333 passa just al costat i hi permet l'accés.[13]